# Pančavský vodopád
Pančavský vodopád est la plus haute chute d'eau de la République tchèque avec ses 148 m. Elle est située dans les monts des Géants.
La rivière Pančava crée la bordure rocheuse d'une plus petite cascade qui tombe de Labský důl (mine de Labe). Le haut de la cascade est appelée Ambrožova vyhlídka.